# 코시카와 마미
코시카와 마미(일본어: 越川 真美, 1992년 11월 14일 ~ )는 일본의 모델이다.